# Kurolcovití
Kurolcovití (Brachypteraciidae) je malá čeleď srostloprstých ptáků, kteří se endemicky vyskytují na Madagaskaru.

## Systematika
Analýzy DNA potvrzují monofyletický původ kurolcovitých, jejichž sesterskou skupinou jsou mandelíkovití (Coraciidae). Rozeznává se 5 druhů kurolců:
- kurolec proužkohrdlý (Brachypteracias leptosomus)
- kurolec šupinkový (Geobiastes squamiger)
- kurolec pitovitý (Atelornis pittoides)
- kurolec Crossleyův (Atelornis crossleyi)
- kurolec dlouhoocasý (Uratelornis chimaera)

Vedle výše zmíněných druhů je znám i holocenní Brachypteracias langrandi.

## Popis
Tito menší ptáci dosahují délky těla 24–47 cm a váhy 75–215 g. Mají velkou hlavu a oči a statný, krátký zobák. Na konci dlouhého jazyka se nachází chloupky, které kurolcům patrně pomáhají v lapání malého hmyzu. Ocas je u většiny druhu krátký, u kurolce dlouhoocasého (Uratelornis chimaera) dosahuje dvou třetin délky těla. Křídla jsou většinou jen krátká, stejně jako silné nohy. Pouze kurolec proužkohrdlý (Brachypteracias leptosomus) má delší nohy i křídla. Prsty na nohou mají zygodaktilní uspořádání, tzn. 1. a 4. prst směřují dozadu, zatímco 2. a 3. prst směřují dopředu. Opeření je převážně olivové až hnědé se zřetelnými modrými či červenohnědými skvrnami.

## Biologie

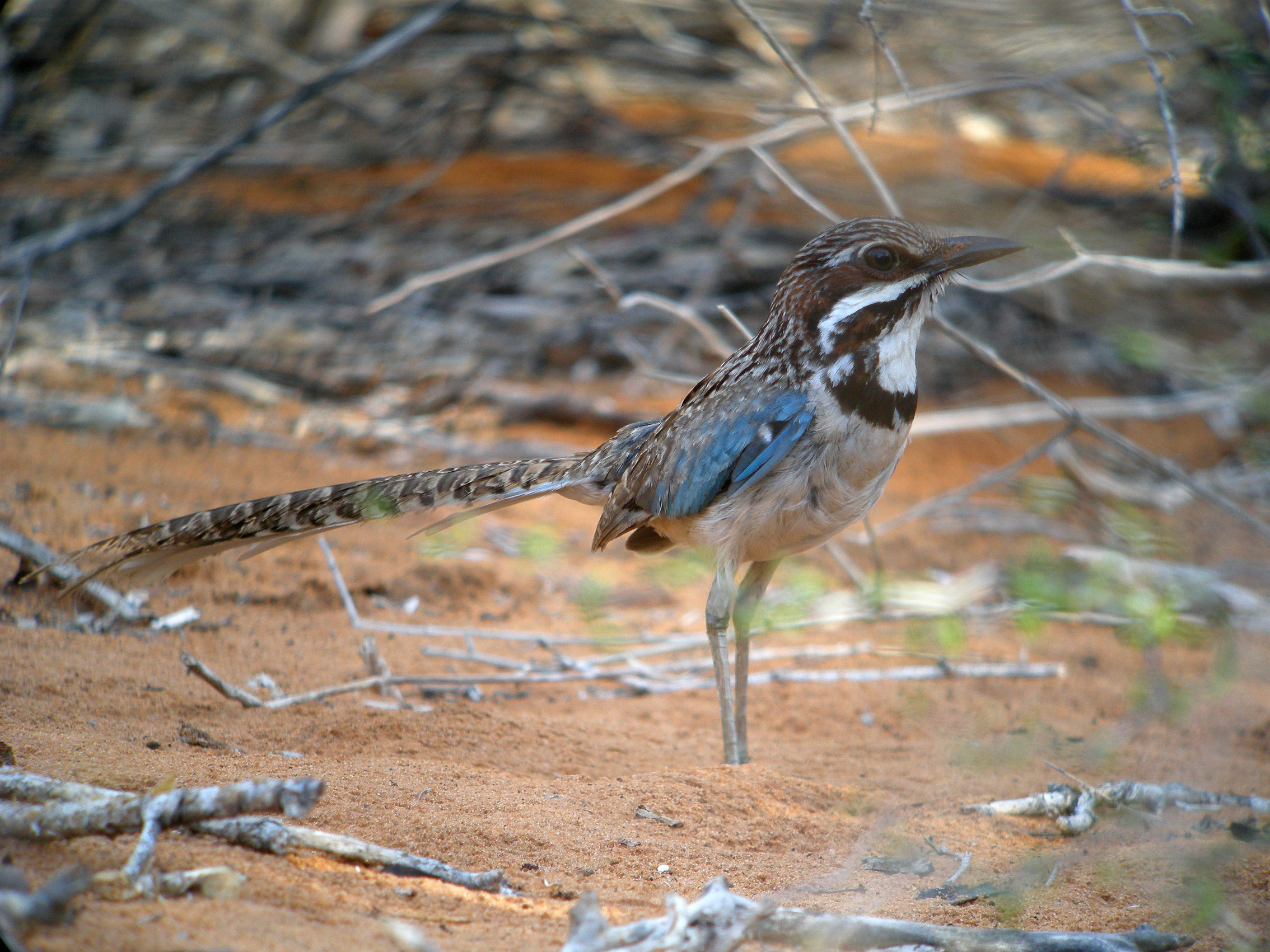
Kurolec dlouhoocasý je jediný kurolec s dlouhým ocasem

Kurolci jsou převážně hmyzožraví. Vedle hmyzu však požírají i menší kraby, plže i obratlovce jako jsou gekoni a chameleoni. K letu dochází spíše sporadicky. Žijí skrytým způsobem života převážně na zemi, nicméně většina druhů s oblibou leze na větve, aby odtud vydávali svá teritoriální volání. Při vyrušení často zamrznou nebo odběhnou. Přes den většinou hřadují, nejaktivnější jsou za soumraku a za úsvitu.
Hnízdí v norách na zemi, jen kurolec proužkohrdlý hnízdí na stromech. Jsou monogamní s převážně sdílenou rodičovskou péčí. Samice klade 1–4, nejčastěji 2 vejce. Inkubuje patrně pouze samice po dobu kolem 20–26 dní. Stavbu hnízda, výchovu potomků a obranu hnízda zajišťují oba partneři. Ptáčata opouští hnízdo 18–30 dní po narození.

## Výskyt
Kurolcovití se vyskytují pouze na Madagaskaru. Kurolec dlouhoocasý obývá vyprahlé křovinaté oblasti jihozápadní části ostrova, ostatní druhy se vyskytují v tropických a subtropických deštných pralesích madagarského východu.

## Ohrožení
Kurolci jsou ohroženi zánikem přirozených stanovišť i predací introdukovaných savců (krys). Tyto hrozby jsou umocněny jejich silně omezeným areálem výskytu.